# Aloe kedongensis
Aloe kedongensis é uma espécie de liliopsida do gênero Aloe, pertencente à família Asphodelaceae.